# CHS Inc.
CHS Inc. ist ein Unternehmen im Besitz von US-amerikanischen landwirtschaftlichen Genossenschaften, Landwirten, Viehzüchtern und Tausenden von Vorzugsaktionären. Das in Inver Grove Heights (Minnesota) ansässige Unternehmen besitzt und betreibt verschiedene Lebensmittelverarbeitungs-, Agrarversorgungs-, Finanzdienstleistungs- und Einzelhandelsunternehmen und ist Miteigentümer des Pflanzenölverarbeiters Ventura Foods. Es besitzt zudem den Treibstoffhersteller Cenex.
Mit einem Umsatz von 32,683 Milliarden US-Dollar im Jahr 2018 stand es auf Platz 97 der größten Unternehmen des Landes und war die größte Genossenschaft.

## Geschichte
Die Geschichte von CHS begann 1931 mit der Gründung der Farmers Union Central Exchange in Saint Paul (Minnesota). Später wurde die Kerngenossenschaft aus der Kombination der letzten beiden Wörter in ihrem früheren Namen in Cenex umbenannt. 1998 fusionierte Cenex mit Harvest States Cooperatives und gründete Cenex Harvest States. Im Jahr 2003 wurde die Genossenschaft in CHS Inc. umbenannt.